# Överlida
Överlida är en tätort i Svenljunga kommun. 
Orten är belägen mellan sjöarna Lilla och Stora Hallången, 25 km sydväst om Svenljunga, utmed länsväg 154 (Falkenberg-Borås).

## Historik
Samhället växte under tidigt 1900-tal när allt fler företag valde att etablera sig på orten. En bidragande orsak var att Falkenbergs järnväg drogs genom Överlida 1895, vilkekt förbättrade transportmöjligheterna till orter som Falkenberg, Limmared och Svenljunga. År 1914 uppfördes den första skolbyggnaden.
Under 1900-talet kom textilbranschen att utgöra en viktig näring i samhället. År 1911 startades Kinds trikå- och syfabrik av Ivar Isacsson. Det var ett postorderföretag som sålde textilvaror, tyger och konfektionsvaror. Isacsson ledde företaget till 1940 då han startade Överlida Strumpindustri. Fritz Sterner grundade Halla Textil AB, som tillsammans med bland andra Carl Malmsten skapade mönster till bland annat dukar och bordslöpare. År 1927 startade Ternoff Johansson Wästgöta Textilindustri. Företaget avvecklades 2010.
Under 1940-50 talen räknades Överlida hönseri, grundat av Olof Sterner 1927, som ett av de största i Europa. Företaget lades ner 1965.

### Utbildning
Under 2023–2024 genomförde Svenljunga kommun en större reform av skolverksamheten i den södra kommundelen varigenom fem skolor blev två. Överlida skola revs 2023 för att ge plats åt en ny skola. Tidigare planer på renovering fick ändras, eftersom man upptäckte asbest och fuktskador. Den nya byggnaden, som fick namnet, Högvadskolan, invigdes i augusti 2024.

### Befolkningsutveckling
| Befolkningsutvecklingen i Överlida 1960–2020 | Befolkningsutvecklingen i Överlida 1960–2020 | Befolkningsutvecklingen i Överlida 1960–2020 | Befolkningsutvecklingen i Överlida 1960–2020 | Befolkningsutvecklingen i Överlida 1960–2020 |
| -------------------------------------------- | -------------------------------------------- | -------------------------------------------- | -------------------------------------------- | -------------------------------------------- |
|                                              |                                              |                                              |                                              |                                              |
| År                                           |                                              |                                              | Folkmängd                                    | Areal (ha)                                   |
| 1960                                         | 1960                                         |                                              | 300                                          |                                              |
| 1965                                         | 1965                                         |                                              | 334                                          |                                              |
| 1970                                         | 1970                                         |                                              | 414                                          |                                              |
| 1975                                         | 1975                                         |                                              | 483                                          |                                              |
| 1980                                         | 1980                                         |                                              | 518                                          |                                              |
| 1990                                         | 1990                                         |                                              | 579                                          | 90                                           |
| 1995                                         | 1995                                         |                                              | 568                                          | 90                                           |
| 2000                                         | 2000                                         |                                              | 539                                          | 91                                           |
| 2005                                         | 2005                                         |                                              | 546                                          | 91                                           |
| 2010                                         | 2010                                         |                                              | 525                                          | 90                                           |
| 2015                                         | 2015                                         |                                              | 540                                          | 85                                           |
| 2020                                         | 2020                                         |                                              | 498                                          | 85                                           |
|                                              |                                              |                                              |                                              |                                              |

## Näringsliv
I Överlida finns det några textilföretag, till exempel bandfabriken AB Texrep. Överlida är ett företagaresamhälle med många enmansföretag, men även ett flertal mindre företag med 2-60 anställda så som Överlida Fönster AB, Pinal AB, Överlida El AB, Mjöbäcks Sparbank, ifm electronic ab, Överlida plåtslageri AB, AB Texrep, Överlida hotell.
Mjöbäcks pastorats sparbank bildades år 1904 och är fortfarande en fristående sparbank. Skandinaviska banken/SEB hade länge ett kontor på orten, men det lades ner den 18 december 2009, varefter sparbanken hade ortens enda bankkontor.

## Kultur
I Överlida ligger dansstället Kullaberg. Det skildras i Anders Fagers skräckberättelse Furierna Från Borås.

## Kända personer
- Simona Mohamsson:Liberalernas partiledare 24 juni 2025 -